# Kapinovo (Dobritsj)
Kapinovo (Bulgaars: Къпиново, Turks: Aydınbey) is een dorp in het noordoosten van Bulgarije. Het dorp is gelegen in de gemeente General Tosjevo in de oblast Dobritsj, niet ver van de Roemeense grens. Het dorp ligt hemelsbreed ongeveer 32 km ten noordoosten van Dobritsj en via de I-4 508 km ten noordoosten van Sofia.

## Bevolking
Op 31 december 2020 woonden er 167 personen in het dorp Kapinovo. Het aantal inwoners vertoont al tientallen jaren een dalende trend: in 1956 woonden er nog 882 personen in het dorp.
| Bevolkingsontwikkeling tussen 1934 en 2020          |
| --------------------------------------------------- |
|                                                     |
| Bron: Nationaal Statistisch Instituut van Bulgarije |

Het dorp heeft een gemengde bevolkingssamenstelling. In de optionele volkstelling van 2011 identificeerden 78 van de 202 ondervraagden zichzelf als etnische "Bulgaren" - oftewel 38,6% van alle ondervraagden. Daarnaast noemden 53 ondervraagden zichzelf etnische Turken (26,2%), 4 ondervraagden noemden zichzelf "Roma" (2%) en 67 ondervraagden hadden een 'overige etniciteit', vooral Krim-Tataren. De meeste van deze Krim-Tataren vestigden zich na de Krimoorlog in het dorp.
| Etnische samenstelling van de respondenten (2011) | Etnische samenstelling van de respondenten (2011) | Etnische samenstelling van de respondenten (2011) | Etnische samenstelling van de respondenten (2011) | Etnische samenstelling van de respondenten (2011) |
| ------------------------------------------------- | ------------------------------------------------- | ------------------------------------------------- | ------------------------------------------------- | ------------------------------------------------- |
|                                                   |                                                   |                                                   |                                                   |                                                   |
| Bulgaren                                          | Bulgaren                                          |                                                   | 38,6%                                             | 38,6%                                             |
| Turken                                            | Turken                                            |                                                   | 26,2%                                             | 26,2%                                             |
| Roma                                              | Roma                                              |                                                   | 2,0%                                              | 2,0%                                              |
| Anders/Onbekend                                   | Anders/Onbekend                                   |                                                   | 33,2%                                             | 33,2%                                             |

Van de 203 inwoners die in februari 2011 werden geregistreerd, waren er 17 jonger dan 15 jaar oud (8,4%), gevolgd door 121 personen tussen de 15-64 jaar oud (59,6%) en 65 personen van 65 jaar of ouder (32%).